# 日本平和委員会
日本平和委員会（にほんへいわいいんかい）は、日本のNGO(非政府組織)である。個人加盟で平和運動を実施する団体の中央組織であり、地方組織として都道府県単位の平和委員会がある。
「核戦争阻止・核兵器廃絶、日米安保条約廃棄・在日米軍基地撤去・戦争法(安保法)廃止・岸田文雄政権打倒・日本国憲法の第9条を守り日本に再び戦争させないために全国各地で活動」するとして全労連や民医連など日本共産党と共闘している。
また、慰安婦問題日韓合意に反対し、韓国の市民団体と連携して、日本が韓国に対する恒久的な誠意ある謝罪と賠償を行うことを求めており、2017年3月、反対派の韓国市民団体が釜山の慰安婦像の前で開催した集会に参加し、「安倍晋三政権は慰安婦の歴史をゆがめ、朝鮮をはじめとするアジアの女性に性奴隷であることを強いた事実も無視している」と批判を行っている。

## 概要

### 理念
- 「平和のために、ひろく国民によびかけて、あらゆる必要な行動を行う」
- 「平和新聞と雑誌『平和運動』を発行する」
- 「思想・信条・党派の違いをこえて平和のために寄与する国内のあらゆる団体、個人と手をつないで活動する」
- 「世界平和評議会に加盟し、世界平和運動の発展に寄与する」
- 「この会と目的を同じくする国際団体、各国平和団体と連絡し、協力する」

憲法改訂は、自衛隊を政府の意のままに海外に送り出せるようにし、自由や人権を制限し、日本を再び「戦争する国」にしようとする動きのことであると主張している。テロ特措法にも反対をしており、「アメリカの戦争に協力するために、いわれるままに自衛隊を海外に次つぎに派兵するのは、許されません。テロ特措法を延長せず、さらにイラク特措法も廃止しイラクからも自衛隊を撤退させるべきです」としている。

### 団体データ
- 代表理事：有馬理恵・佐藤光雄・住吉陽子・内藤功・畑田重夫
- 事務局長：千坂純
- 事務所所在地：東京都港区芝1-4-9　平和会館内
- 機関紙：平和新聞

### 活動内容
同会のホームページに公開されている情報によれば、米軍基地の詳細や、航空機、艦船の出入りなどの調査活動を実施している。